# Collabium acuticalcar
Collabium acuticalcar là một loài thực vật có hoa trong họ Lan. Loài này được W.Burgh & de Vogel mô tả khoa học đầu tiên năm 1997.